# Fase de classificació de la Copa d'Àfrica de Nacions 1963
Fase de classificació de la Copa d'Àfrica de Nacions de futbol de l'any 1963.
- Etiòpia classificat com a campió anterior.
- Ghana classificat com a organitzador.

## Ronda de classificació
| Equip 1 | Global | Equip 2 | Anada | Tornada |
| ------- | ------ | ------- | ----- | ------- |
| Tunísia | 6–5    | Marroc  | 4–1   | 2–4     |
| Egipte  | n/d    | Uganda  | —     | —       |
| Kenya   | 0–6    | Sudan   | 0–1   | 0–5     |
| Nigèria | 2–3    | Guinea  | 2–2   | 0–1     |

| Tunísia                                 | 4–1 | Marroc        |
| --------------------------------------- | --- | ------------- |
| Henia 22', 57' · Aleya 85' · Jedidi 88' |     | Mokhtatif 75' |

 Tunis
| Marroc                                                        | 4–2 | Tunísia                |
| ------------------------------------------------------------- | --- | ---------------------- |
| Khalfi 10' · Ben Dayan 46' · Bettache 59' (pen.) · Akesbi 78' |     | Henia 84' · Jedidi 62' |

 Casablanca
Tunísia classificat per a la final per una puntuació total de 6–5.
| Egipte | n/d | Uganda |
| ------ | --- | ------ |
|        |     |        |

| Uganda | n/d | Egipte |
| ------ | --- | ------ |
|        |     |        |

Uganda abandonà; Egipte classificat per a la fase final.
| Kenya | 0–1 | Sudan                  |
| ----- | --- | ---------------------- |
|       |     | Abdelaziz Ibrahim Adam |

 Nairobi
| Sudan                                                   | 5–0 | Kenya |
| ------------------------------------------------------- | --- | ----- |
| Abdelmajid Ahmed Osman · Omer Eltoum · Nasr El-Din Abas |     |       |

 Khartoum
Sudan classificat per a la fase final per una puntuació total de 6–0.
| Nigèria    | 2–2 | Guinea    |
| ---------- | --- | --------- |
| Olatunji · |     | Gol · Gol |

 Lagos
| Guinea | 1–0 | Nigèria |
| ------ | --- | ------- |
| Kandia |     |         |

 Conakry
Guinea va ser desqualificat per un incompliment de les regles (no es van proporcionar àrbitres neutrals per al partit de tornada). Nigèria es va classificar per a la fase final.

## Equips classificats
Els 6 equips classificats foren:
- Egipte
- Etiòpia (vigent campió)
- Ghana (seu)
- Nigèria
- Sudan
- Tunísia